# Campeonato Soviético de Xadrez de 1956
O Campeonato Soviético de Xadrez de 1956 foi a 23ª edição do Campeonato de xadrez da União Soviética, realizado em Leningrado, de 10 de janeiro a 15 de fevereiro de 1956. A competição foi vencida por Mark Taimanov após derrotar Boris Spassky e Yuri Averbakh em um torneio-desempate. Semifinais ocorreram nas cidades de Leningrado, Moscou e Riga. Esta edição marcou a estreia do futuro campeão mundial Mikhail Tal, que em várias partidas demonstrou seu estilo de ataques e sacríficos de peças.

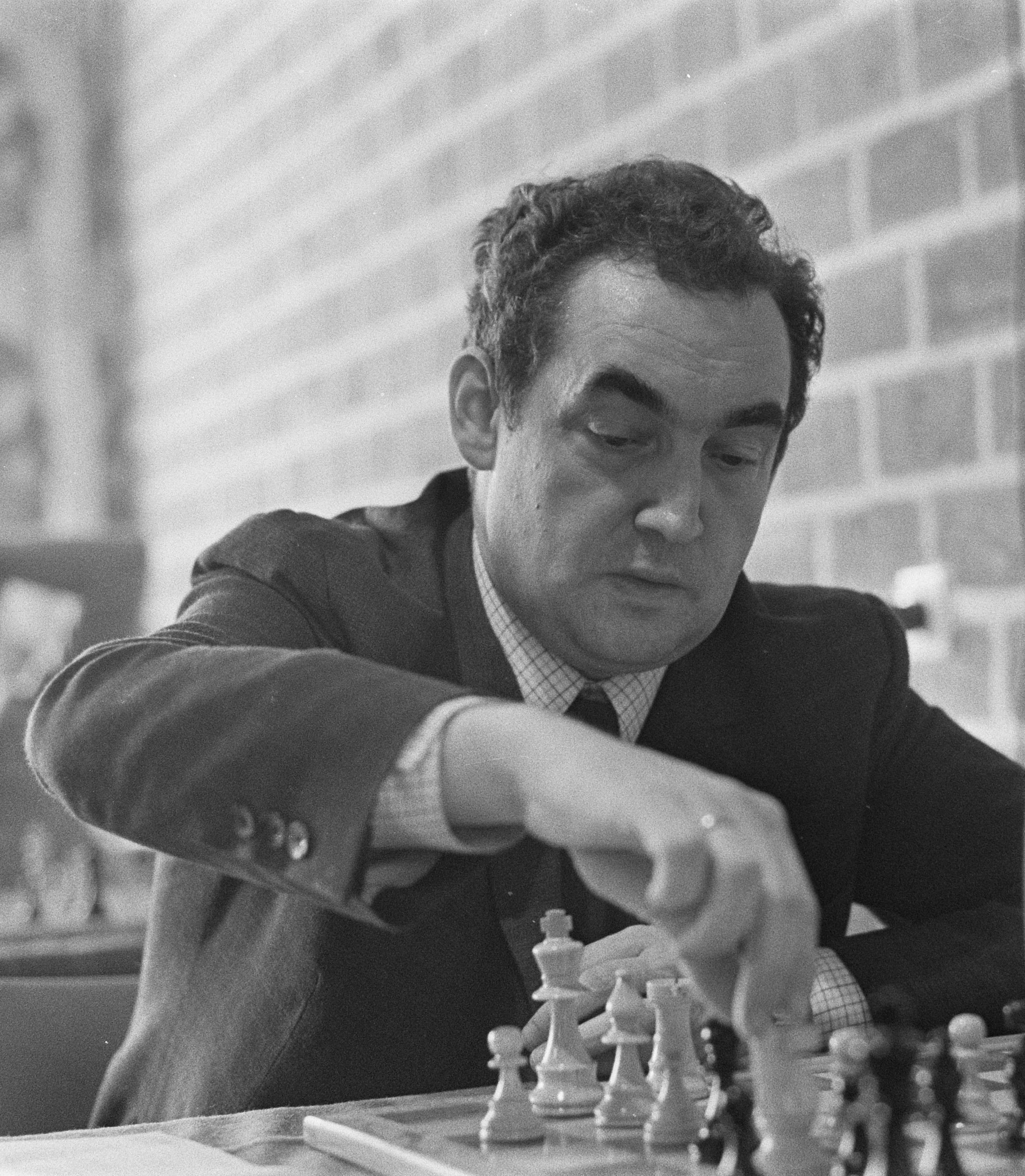
Mark Taimanov

## Classificação e resultados
| N° | Jogador            | 1 | 2 | 3 | 4 | 5 | 6 | 7 | 8 | 9 | 10 | 11 | 12 | 13 | 14 | 15 | 16 | 17 | 18 | Total |
| -- | ------------------ | - | - | - | - | - | - | - | - | - | -- | -- | -- | -- | -- | -- | -- | -- | -- | ----- |
| 1  | Mark Taimanov      | - | 0 | ½ | ½ | 1 | ½ | ½ | 1 | 1 | 1  | ½  | 0  | 1  | 1  | ½  | 1  | 1  | ½  | 11½   |
| 2  | Boris Spassky      | 1 | - | 1 | 0 | ½ | 1 | ½ | 1 | ½ | ½  | ½  | 1  | ½  | ½  | ½  | 1  | ½  | 1  | 11½   |
| 3  | Yuri Averbakh      | ½ | 0 | - | ½ | 1 | ½ | ½ | ½ | ½ | 1  | ½  | ½  | ½  | 1  | 1  | 1  | 1  | 1  | 11½   |
| 4  | Viktor Korchnoi    | ½ | 1 | ½ | - | 1 | ½ | ½ | ½ | 1 | ½  | 1  | 0  | 1  | 1  | ½  | ½  | ½  | ½  | 11    |
| 5  | Lev Polugaevsky    | 0 | ½ | 0 | 0 | - | ½ | ½ | 1 | 1 | 1  | 1  | ½  | 1  | ½  | 1  | 0  | 1  | 1  | 10½   |
| 6  | Mikhail Tal        | ½ | 0 | ½ | ½ | ½ | - | ½ | ½ | 0 | ½  | 1  | 1  | 1  | ½  | 1  | ½  | 1  | 1  | 10½   |
| 7  | Ratmir Kholmov     | ½ | ½ | ½ | ½ | ½ | ½ | - | 0 | ½ | 1  | 1  | ½  | 1  | 1  | ½  | 1  | ½  | ½  | 10½   |
| 8  | Isaac Boleslavsky  | 0 | 0 | ½ | ½ | 0 | ½ | 1 | - | ½ | ½  | ½  | 1  | ½  | 0  | ½  | 1  | 1  | 1  | 9     |
| 9  | Vladlen Zurakhov   | 0 | ½ | ½ | 0 | 0 | 1 | ½ | ½ | - | ½  | ½  | 0  | 1  | ½  | 1  | 1  | ½  | ½  | 8½    |
| 10 | Vladimir Antoshin  | 0 | ½ | 0 | ½ | 0 | ½ | 0 | ½ | ½ | -  | ½  | 0  | 1  | ½  | 1  | 1  | 1  | ½  | 8     |
| 11 | Anatoly Bannik     | ½ | ½ | ½ | 0 | 0 | 0 | 0 | ½ | ½ | ½  | -  | 1  | 0  | ½  | 1  | ½  | ½  | 1  | 7½    |
| 12 | Viacheslav Ragozin | 1 | 0 | ½ | 1 | ½ | 0 | ½ | 0 | 1 | 1  | 0  | -  | 0  | ½  | 0  | 0  | 0  | 1  | 7     |
| 13 | Vladimir Simagin   | 0 | ½ | ½ | 0 | 0 | 0 | 0 | ½ | 0 | 0  | 1  | 1  | -  | 1  | ½  | ½  | 0  | 1  | 6½    |
| 14 | Vasily Byvshev     | 0 | ½ | 0 | 0 | ½ | ½ | 0 | 1 | ½ | ½  | ½  | ½  | 0  | -  | 0  | 1  | 1  |    | 6½    |
| 15 | Alexander Tolush   | ½ | ½ | 0 | ½ | 0 | 0 | ½ | ½ | 0 | 0  | 0  | 1  | ½  | 1  | -  | 0  | 1  | ½  | 6½    |
| 16 | Georgy Borisenko   | 0 | 0 | 0 | ½ | 1 | ½ | 0 | 0 | 0 | 0  | ½  | 1  | ½  | 0  | 1  | -  | ½  | ½  | 6     |
| 17 | Abram Khasin       | 0 | ½ | 0 | ½ | 0 | 0 | ½ | 0 | ½ | 0  | ½  | 1  | 1  | 0  | 0  | ½  | -  | ½  | 5½    |
| 18 | Georgy Lisitsin    | ½ | 0 | 0 | ½ | 0 | 0 | ½ | 0 | ½ | ½  | 0  | 0  | 0  |    | ½  | ½  | ½  | -  | 4     |

### Torneio desempate
| N° | Jogador       | 1   | 2   | 3   | Total |
| -- | ------------- | --- | --- | --- | ----- |
| 1  | Mark Taimanov | --  | ½ ½ | 1 1 | 3     |
| 2  | Yuri Averbakh | ½ ½ | --  | ½ 1 | 2½    |
| 3  | Boris Spassky | 0 0 | ½ 0 | --  | 0½    |

Averbakh venceu a segunda partida contra Spassky por w. o. uma vez que Spassky não pode jogar por motivo de doença.